# Pheroliodes rusticus
Pheroliodes rusticus är en kvalsterart som beskrevs av Woas 1992. Pheroliodes rusticus ingår i släktet Pheroliodes och familjen Pheroliodidae. Inga underarter finns listade i Catalogue of Life.